# Северная Македония на летних Олимпийских играх 2020
Северная Македония на летних Олимпийских играх 2020 года в Токио представлена восемью спортсменами в семи видах спорта, среди которых такие виды спорта как плавание, стрельба, тхэквондо, карате, вольная борьба, дзюдо и лёгкая атлетика.
В соревнованиях по плаванию за страну выступят Мия Блажевска-Эминова и Филип Деркоски, по стрельбе — Борьян Бранковски, по тхэквондо — Деян Георгиевски, по карате — Пулексения Йованоска, по вольной борьбе — Магомедгаджи Нуров, по дзюдо — Арбреша Реджепи, по лёгкой атлетике — Йован Стойоски. Знаменосцами национальной сборной на церемонии открытия выступили Деян Георгиевски и Арбреша Реджепи. Код МОК Северной Македонии — MKD. Сборная участвует по эгидой национального олимпийского комитета Северной Македонии.
Тхэквондо, мужчины в весовой категории от 80 кг, Деян Георгиевский — серебро. Это вторая олимпийская медаль Северной Македонии за всю историю участия этой страны в Олимпийских играх. Первую медаль (бронзовую) завоевал борец вольного стиля Магомед Ибрагимов на Олимпийских играх 2000 года в Сиднее.
Игры должны были состояться в 2020 году, однако из-за пандемии COVID-19 международный олимпийский комитет принял решение об их переносе на 2021 год.